# 2016년 일본 시리즈
2016년 일본 시리즈(일본어: 2016年の日本シリーズ, 영어: 2016 Japan Series) 또는 SMBC 일본 시리즈 2016(SMBC日本シリーズ2016)은 2016년 10월 22일부터 10월 29일까지 열린 제67회 일본 프로 야구 일본 시리즈 경기이다. 퍼시픽 리그 클라이맥스 시리즈 우승팀 홋카이도 닛폰햄 파이터스가 총 6차례의 접전을 펼친 끝에 센트럴 리그 클라이맥스 시리즈 우승팀 히로시마 도요 카프를 누르고 4승 2패의 성적을 기록, 2006년 이후 10년 만에 3번째 우승을 차지했다.

## 개요
2014년부터 3년 연속으로 미쓰이스미토모 은행을 타이틀 스폰서로서 ‘SMBC 일본 시리즈 2016’(SMBC日本シリーズ2016)이라는 이름으로 개최됐다.
센트럴·퍼시픽 양대 리그 모두 정규 시즌에 우승한 히로시마 도요 카프와 홋카이도 닛폰햄 파이터스가 클라이맥스 시리즈에서 승리하여 이 대회에 출전 자격을 얻게 됐다. 히로시마는 1991년(대 세이부 라이온스) 이래 25년 만의 7번째, 닛폰햄은 2012년(대 요미우리 자이언츠) 이래 4년 만의 7번째 일본 시리즈 출전이다. 또한 히로시마와 닛폰햄은 일본 시리즈에서 처음으로 맞대결이 성사됐다.

## 감독
| 소속 리그   | 소속                     | 감독            |
| ----------- | ------------------------ | --------------- |
| 센트럴 리그 | 히로시마 도요 카프       | 오가타 고이치   |
| 퍼시픽 리그 | 홋카이도 닛폰햄 파이터스 | 구리야마 히데키 |

## 클라이맥스 시리즈경기 결과
|  | CS 퍼스트 | CS 퍼스트                  | CS 퍼스트 |  |  | CS 파이널 | CS 파이널                  | CS 파이널 |                          |   | 일본 시리즈 | 일본 시리즈        | 일본 시리즈 |  |
|  |           |                            |           |  |  |           |                            |           |                          |   |             |                    |             |  |
|  | C2        | 요미우리 자이언츠          | 1         |  |  |           |                            |           |                          |   |             |                    |             |  |
|  | C3        | 요코하마 DeNA 베이스타스   | 2         |  |  | C1        | 히로시마 도요 카프         | 3+1       |                          |   |             |                    |             |  |
|  |           |                            |           |  |  | C3        | 요코하마 DeNA 베이스타스   | 1         |                          |   |             |                    |             |  |
|  |           |                            |           |  |  |           |                            |           |                          |   | C1          | 히로시마 도요 카프 | 2           |  |
|  | P2        | 후쿠오카 소프트뱅크 호크스 | 2         |  |  |           |                            | P1        | 홋카이도 닛폰햄 파이터스 | 4 |             |                    |             |  |
|  | P3        | 지바 롯데 마린스           | 0         |  |  | P1        | 홋카이도 닛폰햄 파이터스   | 3+1       |                          |   |             |                    |             |  |
|  |           |                            |           |  |  | P2        | 후쿠오카 소프트뱅크 호크스 | 2         |                          |   |             |                    |             |  |

## 경기 일정
- 1차전 : 10월 22일(MAZDA Zoom-Zoom 스타디움 히로시마)
- 2차전 : 10월 23일(MAZDA Zoom-Zoom 스타디움 히로시마)
- 3차전 : 10월 25일(삿포로 돔)
- 4차전 : 10월 26일(삿포로 돔)
- 5차전 : 10월 27일(삿포로 돔)
- 6차전 : 10월 29일(MAZDA Zoom-Zoom 스타디움 히로시마)

※퍼시픽 리그의 홈 경기(3차전 ~ 5차전)에서는 지명타자제를 채택했고 감독 회의에서 히로시마의 오가타 고이치 감독이 예고 선발 제도를 제안해 닛폰햄의 구리야마 히데키 감독이 이를 승낙했기 때문에 2014년 이래 2년 만에 예고 선발을 하게 됐다.
※우천 등의 이유로 취소가 됐을 경우에는 5차전과 6차전 사이의 이동일은 마련한다.

### 개시 시간
- MAZDA Zoom-Zoom 스타디움 히로시마

1, 2, 6차전 모두 18시 30분에 시작됐다.
- 삿포로 돔

3차전과 4차전은 18시 30분, 5차전은 18시에 시작됐다.
히로시마가 센트럴 리그 대표로서 출전하게 됨에 따라, MAZDA Zoom-Zoom 스타디움 히로시마에서 개장 이래 처음으로 일본 시리즈가 개최됐다(참고로 히로시마가 지금까지 출전한 과거 6차례의 일본 시리즈는 모두 구 히로시마 시민 구장에서 개최됐다).

## 경기 기록
| 일시                                            | 경기   | 원정팀(선공)             | 스코어 | 홈팀(후공)               | 개최 구장                         | 개시 시각 | 경기 시간  | 관중수   |
| ----------------------------------------------- | ------ | ------------------------ | ------ | ------------------------ | --------------------------------- | --------- | ---------- | -------- |
| 10월 22일(토)                                   | 1차전  | 홋카이도 닛폰햄 파이터스 | 1 - 5  | 히로시마 도요 카프       | MAZDA Zoom-Zoom 스타디움 히로시마 | 18시 35분 | 3시간 39분 | 30,619명 |
| 10월 23일(일)                                   | 2차전  | 홋카이도 닛폰햄 파이터스 | 1 - 5  | 히로시마 도요 카프       | MAZDA Zoom-Zoom 스타디움 히로시마 | 18시 34분 | 3시간 18분 | 30,638명 |
| 10월 24일(월)                                   | 이동일 | 이동일                   | 이동일 | 이동일                   | 이동일                            | 이동일    | 이동일     | 이동일   |
| 10월 25일(화)                                   | 3차전  | 히로시마 도요 카프       | 3 - 4  | 홋카이도 닛폰햄 파이터스 | 삿포로 돔                         | 18시 33분 | 3시간 51분 | 40,503명 |
| 10월 26일(수)                                   | 4차전  | 히로시마 도요 카프       | 1 - 3  | 홋카이도 닛폰햄 파이터스 | 삿포로 돔                         | 18시 31분 | 3시간 30분 | 40,599명 |
| 10월 27일(목)                                   | 5차전  | 히로시마 도요 카프       | 1 - 5  | 홋카이도 닛폰햄 파이터스 | 삿포로 돔                         | 18시 03분 | 3시간 32분 | 40,633명 |
| 10월 28일(금)                                   | 이동일 | 이동일                   | 이동일 | 이동일                   | 이동일                            | 이동일    | 이동일     | 이동일   |
| 10월 29일(토)                                   | 6차전  | 홋카이도 닛폰햄 파이터스 | 10 - 4 | 히로시마 도요 카프       | MAZDA Zoom-Zoom 스타디움 히로시마 | 18시 33분 | 4시간 1분  | 30,693명 |
| 우승: 홋카이도 닛폰햄 파이터스(10년 만에 3번째) |        |                          |        |                          |                                   |           |            |          |

## 일본 시리즈 경기 결과

### 1차전
- 10월 22일 - MAZDA Zoom-Zoom 스타디움 히로시마

| 팀 | 1 | 2 | 3 | 4 | 5 | 6 | 7 | 8 | 9 | R | H  | E |
| 닛폰햄 | 0 | 0 | 0 | 0 | 0 | 0 | 1 | 0 | 0 | 1 | 10 | 0 |
| 히로시마 | 0 | 1 | 0 | 2 | 0 | 0 | 2 | 0 | X | 5 | 7  | 0 |
| 승리 투수: 크리스 존슨(1-0) 패전 투수: 오타니 쇼헤이(0-1) 홈런: 닛폰햄 – 브랜던 레어드(7회 1점) 히로시마 – 마쓰야마 류헤이(4회 1점), 브래드 엘드레드(4회 1점) |   |   |   |   |   |   |   |   |   |   |    |   |

### 2차전
- 10월 23일 - MAZDA Zoom-Zoom 스타디움 히로시마

| 팀 | 1 | 2 | 3 | 4 | 5 | 6 | 7 | 8 | 9 | R | H | E |
| 닛폰햄                                                                                                  | 0 | 0 | 0 | 1 | 0 | 0 | 0 | 0 | 0 | 1 | 4 | 1 |
| 히로시마                                                                                                | 0 | 1 | 0 | 0 | 0 | 4 | 0 | 0 | X | 5 | 7 | 1 |
| 승리 투수: 노무라 유스케(1-0) 패전 투수: 마스이 히로토시(0-1) 홈런: 히로시마 – 브래드 엘드레드(6회 1점) |   |   |   |   |   |   |   |   |   |   |   |   |

### 3차전
- 10월 25일 - 삿포로 돔(연장 10회)

| 팀                                                                                                  | 1 | 2 | 3 | 4 | 5 | 6 | 7 | 8 | 9 | 10 | R | H | E |
| 히로시마                                                                                            | 0 | 2 | 0 | 0 | 0 | 0 | 0 | 0 | 1 | 0  | 3 | 8 | 1 |
| 닛폰햄                                                                                              | 1 | 0 | 0 | 0 | 0 | 0 | 0 | 2 | 0 | 1X | 4 | 6 | 0 |
| 승리 투수: 앤소니 배스(1-0) 패전 투수: 오세라 다이치(0-1) 홈런: 히로시마 – 브래드 엘드레드(2회 2점) |   |   |   |   |   |   |   |   |   |    |   |   |   |

### 4차전
- 10월 26일 - 삿포로 돔

| 팀 | 1 | 2 | 3 | 4 | 5 | 6 | 7 | 8 | 9 | R | H | E |
| 히로시마 | 0 | 0 | 0 | 1 | 0 | 0 | 0 | 0 | 0 | 1 | 6 | 1 |
| 닛폰햄 | 0 | 0 | 0 | 0 | 0 | 1 | 0 | 2 | X | 3 | 5 | 1 |
| 승리 투수: 다니모토 게이스케(1-0) 패전 투수: 제이 잭슨(0-1) 세이브: 미야니시 나오키(1S) 홈런: 닛폰햄 – 나카타 쇼(6회 1점), 브랜던 레어드(8회 2점) |   |   |   |   |   |   |   |   |   |   |   |   |

### 5차전
- 10월 27일 - 삿포로 돔

| 팀                                                                                                 | 1 | 2 | 3 | 4 | 5 | 6 | 7 | 8 | 9  | R | H | E |
| 히로시마                                                                                           | 1 | 0 | 0 | 0 | 0 | 0 | 0 | 0 | 0  | 1 | 7 | 0 |
| 닛폰햄                                                                                             | 0 | 0 | 0 | 0 | 0 | 0 | 1 | 0 | 4X | 5 | 7 | 0 |
| 승리 투수: 앤소니 배스(2-0) 패전 투수: 나카자키 쇼타(0-1) 홈런: 닛폰햄 – 니시카와 하루키(9회 만루) |   |   |   |   |   |   |   |   |    |   |   |   |

### 6차전
- 10월 29일 - MAZDA Zoom-Zoom 스타디움 히로시마

| 팀 | 1 | 2 | 3 | 4 | 5 | 6 | 7 | 8 | 9 | R  | H  | E |
| 닛폰햄 | 1 | 0 | 0 | 3 | 0 | 0 | 0 | 6 | 0 | 10 | 12 | 2 |
| 히로시마 | 0 | 2 | 0 | 0 | 1 | 1 | 0 | 0 | 0 | 4  | 7  | 1 |
| 승리 투수: 앤소니 배스(3-0) 패전 투수: 제이 잭슨(0-2) 홈런: 닛폰햄 – 브랜던 레어드(8회 만루) 히로시마 – 마루 요시히로(5회 1점) |   |   |   |   |   |   |   |   |   |    |    |   |

## 수상 선수

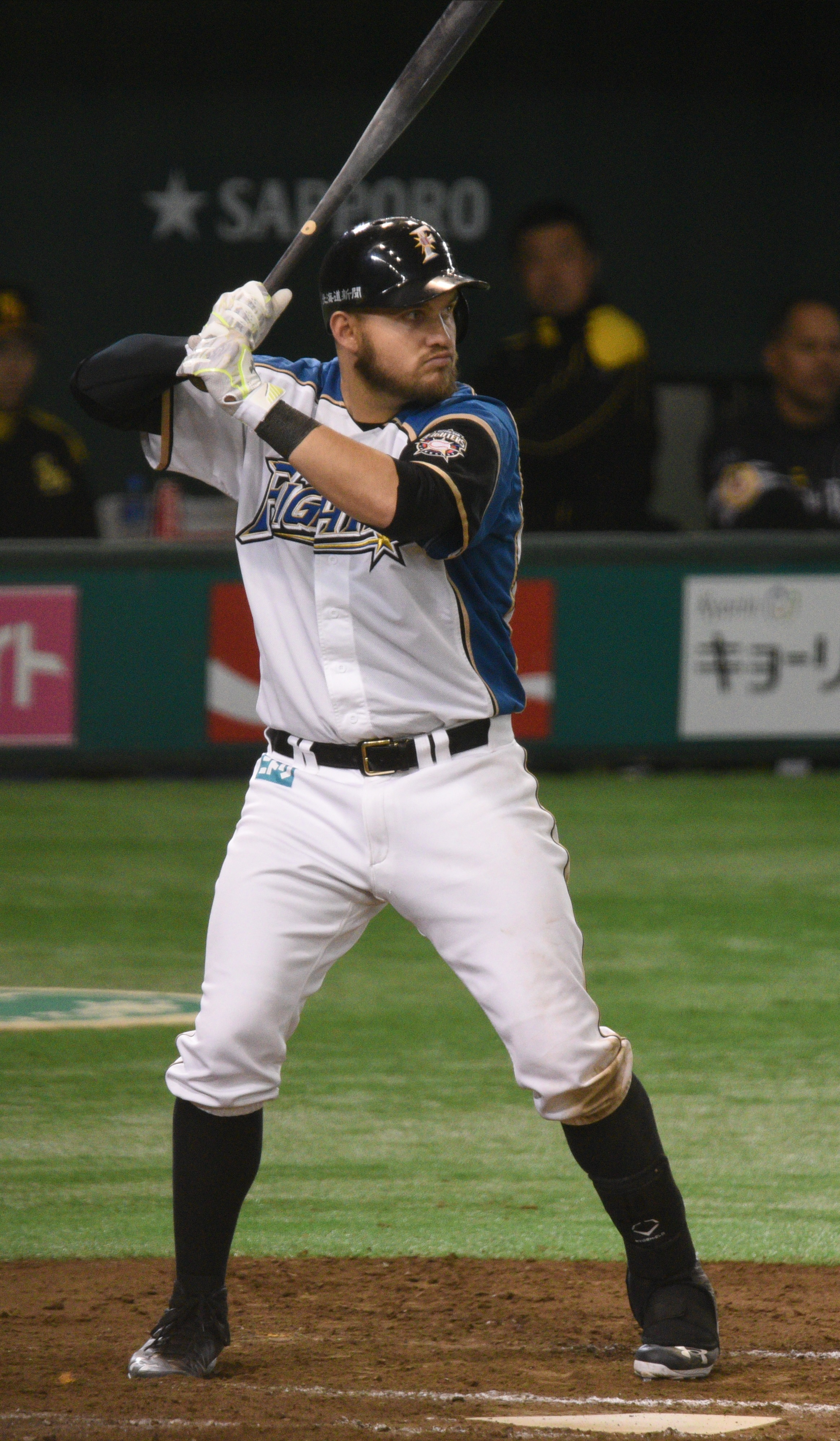
일본 시리즈 MVP 브랜던 레어드

MVP
- 브랜던 레어드(닛폰햄)

감투상
- 브래드 엘드레드(히로시마)

우수 선수상
- 앤소니 배스(닛폰햄)
- 니시카와 하루키(닛폰햄)
- 나카타 쇼(닛폰햄)

## 기록

### 개인
- 홈 스틸 : 스즈키 세이야(히로시마·1차전) ※1969년·요미우리 대 한큐전에서 도이 쇼조(요미우리) 이래 47년 만의 기록[7]
- 6경기 등판 : 이마무라 다케루(히로시마), 제이 잭슨(히로시마) ※일본 시리즈 최다 타이 기록
- 3경기 연속 홈런 : 브래드 엘드레드(히로시마·1 ~ 3차전) ※일본 시리즈 최다 타이 기록
- 끝내기 만루 홈런 : 니시카와 하루키(닛폰햄·5차전) ※1992년·세이부 대 야쿠르트전에서 스기우라 도루(야쿠르트) 이래 24년 만의 2번째[8]
- 시리즈 3루타 2개, 한 경기 3루타 2개 : 니시카와 하루키(닛폰햄·5차전) ※일본 시리즈 최다 타이 기록, 6경기제에서의 시리즈 3루타 2개는 단독 최다 기록
- 1회초 선두 타자 초구 3루타 : 니시카와 하루키(닛폰햄·5차전) ※1회초, 초구에서도 일본 시리즈 사상 최초

### 주해
1. ↑  금년도의 경우 이 대전 편성 이외이면 5차전 이전에 취소된 경기가 발생했을 경우, 5차전과 6차전 사이의 이동일은 원칙대로 마련하지 않게 돼있었다.

### 출전
1. ↑  「SMBC日本シリーズ2016」 ロゴマークについて - 일본 야구 기구 홈페이지, 2016년 9월 20일
2. ↑  日本シリーズは全試合で予告先発　緒方監督が提案 - 닛칸 스포츠, 2016년 10월 21일
3. ↑  開催要項|SMBC日本シリーズ2016 - 일본 야구 기구 홈페이지
4. ↑  “日本シリーズ、なぜ第５戦だけ６時開始？　ある女医の影が…”. 《석간 후지》. 산케이 신문사. 2016년 10월 19일. 2016년 10월 19일에 확인함.
5. ↑  日本シリーズ、なぜ第５戦だけ６時開始？　ある女医の影が… - ZAKZAK, 2016년 10월 19일
6. ↑  主な記録  SMBC日本シリーズ2016 - 일본 야구 기구 홈페이지
7. ↑  【広島】誠也、シリーズ47年ぶり本盗決めた!大谷崩した足も神ってる 보관됨 2016-10-30 - 웨이백 머신 - 스포츠 호치, 2016년 10월 23일
8. ↑  日本ハム　３連勝で王手！西川の劇的サヨナラ満塁本塁打！シリーズ史上２本目 - 스포츠 닛폰, 2016년 10월 27일

## 같이 보기
- 2016년 퍼시픽 리그 클라이맥스 시리즈
- 2016년 센트럴 리그 클라이맥스 시리즈